# Бережной (Белореченский район)
Бережно́й — хутор в Белореченском районе Краснодарского края России. Входит в состав Школьненского сельского поселения.

## География
Расположен в 4,9 км от центра поселения и в 17 км от районного центра.

### Улицы
- пер. Бережной,
- ул. Центральная.

## Население
| 2002 | 2010 |
| ---- | ---- |
| 35   | ↘31  |

## Памятники археологии
В окрестностях хутора расположены курганы «Бережной», «Бережной 1», «Бережной 2», являющиеся объектами археологического наследия.